# Daugårdstrand
Daugårdstrand er navnet på den sydligste del af Daugård Sogn, området mellem Rohden Å og Askebjerggård. Det har været nævnt i flere bøger over Danmarks seværdigheder på grund af dets kuperede bakketerræn ned til Vejle Fjord. Der er en offentlig badestrand, som flere år i træk har fået tildelt Blå Flag. Daugårdstrand blev naturfredet i 1967.
Bebyggelsen opstod omkring de teglværker, som der lå der tidligere, samt i forbindelse med den fiskeri, som nu ikke mere er et erhverv der. Der er nu kun landbrug tilbage, desuden holder kommunens højeste skatteydere også til her i deres liebhavervillaer og sommerhuse. Der er også en campingplads og en spejderhytte.